# Georg Wolf (Musiker)
Georg Wolf ist ein deutscher Bassist im Bereich des Free Jazz und der improvisierten Musik, der vor allem in der hessischen Jazzszene aktiv ist.
Wolf begann seine Musikerkarriere autodidaktisch, als er ab 1978 mit Jazzbands unterschiedlicher Stilrichtungen wie Swing, Bop oder Free Jazz auftrat, etwa in der Formation Grumpff, später auch in anderen Gruppen um Ekkehard Jost. Seitdem arbeitete er u. a. mit Sebastian Gramss, Günter Christmann, Uwe Oberg, Martin Speicher, Cecil Taylor (Legba Crossing 1988) und Paul Hubweber; ferner gehörte er dem Ensemble 2 INCQ, dem Ensemble Sondarc (mit sechs Kontrabässen)  und dem Giessen Improvisers Pool an (Album 1991). Gegenwärtig spielt er in Formationen mit Mark Charig, Jörg Fischer und Tom Heurich. Seit 1987 leitet Wolf den Jazzworkshop der Musikschule Lich. Ferner hielt er Workshops an den Musikschulen in Butzbach und Friedberg, zudem ist er als Lehrer für Kontrabass mit Schwerpunkt Jazz tätig. Im Bereich des Jazz war er zwischen 1979 und 2006 an 14 Aufnahmesessions beteiligt.

## Diskographische Hinweise
- Joe Bonica, Frank Rühl, Martin Speicher, Georg Wolf: Giessen Improvisers Pool (1991)
- Uwe Oberg, Georg Wolf, Jörg Fischer: > LO < (Leo Lab, 1997)
- Ensemble 2 INCQ: Rhön (Nur/Nicht/Nur, 2006), mit Dirk Marwedel, Ulrich Phillipp, Hans Tammen, Joachim Zoepf
- Uwe Oberg, Jörg Fischer, Georg Wolf + Frank Gratkowski: After All (Konnex Records, 2006)
- Martin Speicher/Georg Wolf/Lou Grassi: Shapes and Shadows (Clean Feed Records, 2006)
- Ulrich Phillipp / Georg Wolf: tensid (Nur/Nicht/Nur, 2006)
- Paul Hubweber / Georg Wolf: Pas Appât (Nur/Nicht/Nur, 2010)
- Charig, Fischer, Wolf: Free Music on a Summer Evening (sporeprint, 2014)
- Jeff Platz, Dirk Marwedel, Jörg Fischer, Georg Wolf – Pebbles and Pearls: Spring (2022)